# HD 76236

HD 76236 ( eller HR 3543) är en ensam stjärna i den mellersta delen av stjärnbilden Kameleonten som också har Gouldbeteckningen 11 G. Chamaeleontis. Den har en skenbar magnitud av ca 5,77 och är svagt synlig för blotta ögat där ljusföroreningar ej förekommer. Baserat på parallax enligt Gaia Data Release 2 på ca 5,3 mas, beräknas den befinna sig på ett avstånd på ca 612 ljusår (ca 188 parsek) från solen. Den rör sig bort från solen med en heliocentrisk radialhastighet på ca 7 km/s.

## Egenskaper
HD 76236 är en orange till röd jättestjärna av spektralklass K5 III. Den har en massa som är ca 1,1 solmassor, en radie som är ca 43 solradier och har ca 282 gånger solens utstrålning av energi från dess fotosfär vid en effektiv temperatur av ca 4 000 K.